# Wylie McKissock
Wylie McKissock, né le 27 octobre 1906 à Staines, Surrey et mort le 3 mai 1994, est un neurochirurgien britannique. Il est connu pour avoir créé l'unité de neurochirurgie à l'hôpital Atkinson Morley, pour y avoir pratiqué le plus grande nombre de lobotomies en Grande-Bretagne et comme président la Society of British Neurological Surgeons (Société des neurochirurgiens britanniques).

## Biographie

### Jeunesse et formation
Il est le fils d'Alexander Cathie McKissock et de Rae Wylie. Son père, originaire du Lanarkshire, directeur d'une usine de linoléum  écrit des romans policiers sous le pseudonyme d'Alan Graham. Il est l’inventeur d'une machine pour découper les matériaux.
McKissock fréquente la City of London School et fait ses études de médecine au King's College de Londres et à la St George's Hospital Medical School de Londres, obtenant son diplôme en 1930.
Ses premiers postes ont été à l'hôpital St George, à l'hôpital Maida Vale pour les maladies nerveuses, où il entame sa carrière en neurochirurgie et à l'hôpital Great Ormond Street. En 1936, il se rend à Stockholm pour se perfectionner auprès du neurochirurgien suédois Herbert Olivecrona, puis passe une année (1937-1938) aux États-Unis et au Canada dans le cadre d'une bourse de la Fondation Rockefeller. À cette époque, il a déjà  une jeune famille, ayant épousé Rachel Jones en 1934. Le couple a eu deux filles et un fils.
En 1939, au début de la seconde Guerre mondiale, McKissock tente sans succès de rejoindre l'armée en tant que neurochirurgien. Il est nommé à la place à l'unité de neurochirurgie de l'hôpital Leavesden, unité ayant ensuite été transférée à l' hôpital Atkinson Morley, à  Wimbledon. Durant l’année 1944, cette unité doit elle-même être évacuée vers Bath dans le Somerset. McKissock est nommé OBE en 1946 pour son travail  sur les victimes de lésions cérébrales pendant la guerre. Il est nommé consultant à l'hôpital St George et au National Hospital for Neurology and Neurosurgery de Queen Square, à Londres, qui a fusionné avec l'University College Hospital dans les années 1990. Ainsi, à l'hôpital Atkinson Morley, qu'il dirigera jusqu'à sa retraite en 1971, il opère à l'hôpital St George, à celui de Maida Vale, de Great Ormond Street, à Queen Square et à l'University College Hospital, tout en acceptant des patients adressés d'autres hôpitaux.

### Carrière médicale
C'est à l'hôpital d'Atkinson Morley que McKissock développe sa pratique de la psychochirurgie, voyageant dans des hôpitaux psychiatriques partout dans le sud de l'Angleterre, au Pays de Galles et dans les Midlands. Dans les années 1940, il favorisait la leucotomie standard de Freeman-Watts, dans laquelle des trous sont percés sur le côté de la tête et un instrument balaye la substance blanche pour sectionner les connexions entre les lobes frontaux et les structures plus profondes du cerveau. Il décrit ainsi la leucotomie de Freeman-Watts et la vitesse à laquelle il opére :
« Cette opération ne prend beaucoup de temps. Une équipe compétente dans un hôpital psychiatrique bien organisé peut en effectuer quatre en 2 à 2 heures et demie. La leucotomie préfrontale bilatérale proprement dite peut être réalisée par un neurochirurgien correctement formé en six minutes et prend rarement plus de dix minutes » .
En 1948, pour tenter de réduire les risques et les effets néfastes de la leucotomie, il développe sa propre technique, la leucotomie rostrale, où les lobes frontaux sont abordés par le haut. Il utilise encore la technique standard de Freeman-Watts sur certains patients. À la fin des années 1950, McKissock avait réalisé environ 3 000 leucotomies,.
En 1966, McKissock devient président de la Society of British Neurological Surgeons.

### Dernières années et fin de vie
Il est fait chevalier à sa retraite en 1971, après quoi il s'installe en Écosse. Après le décès de sa femme en 1992, il vit encore deux ans chez sa fille aînée, à Brighton, où il meurt le 3 mai 1994.